# 시마 기요히데

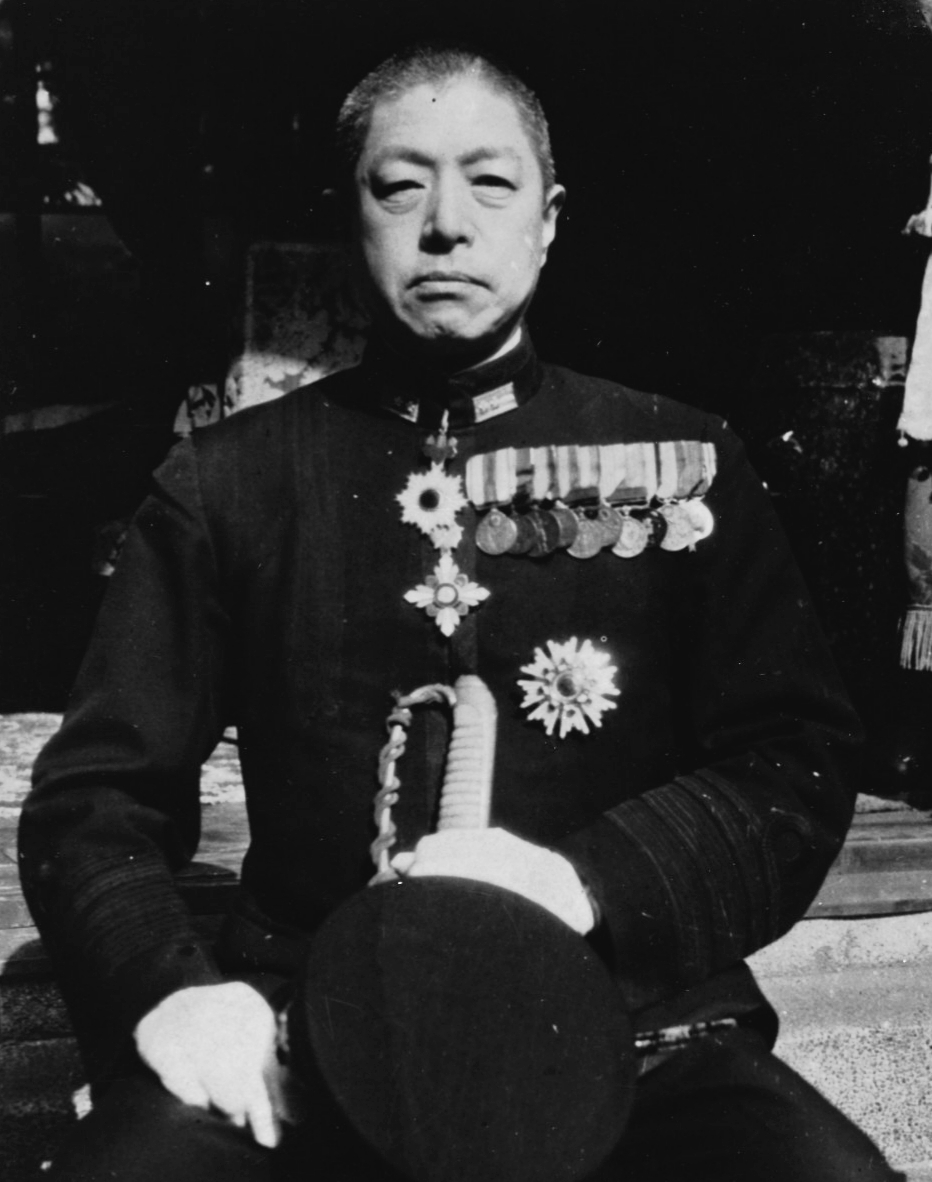
시마 기요히데

시마 기요히데(일본어: 志摩清英, 1890년 2월 25일 ~ 1973년 11월 7일)는 제2차 세계 대전 중 일본 제국 해군의 제독이었다. 도쿄부 출신으로 부친은 해군 대위를 역임한 장교였다. 도쿄부립 1중(東京府立一中)을 졸업하고, 해군병학교 제39기, 해군대학교 21기로 졸업을 했다. 부친은 황해 해전 당시 전사한 해군 대위 시마 기요나오.

## 생애
제19전대 사령관 등을 거쳐 태평양 전쟁이 벌어진 후 1942년 10월 제16전대 사령관을 맡았다. 그 요코스카 진수부 해군 통신학교장을 거쳐 1944년 2월에 제5함대 사령관에 취임했다. 이른바 세상에 알려진 레이테 만 전투에서 시마 제독으로 유명했지만, 원래는 통신 기술의 전문가이며, 니시무라 쇼지 중장과 같은 실전형 제독은 아니었다.
첩1호 작전 발동에 따라 제2유격부대를 이끌고 수리가오 해협 해전에서 적의 함재기의 맹공 앞에 꼼짝없이 철수를 할 수 밖에 없었다. 맞상대를 하게 된 미국 함대가 펼친 반듯한 수비 진형과 비교하여 니시무라와 함께 함부로 휘하의 일본 함대를 쉬운 표적으로 만들었다는 비난을 사기도 한 인물이었다. 1945년 5월 가오슝 경비부 사령장관, 이후 오오니시 타키지로 중장의 뒤를 이어 제1항공 함대 사령관에 취임했다. 그러나 일본 해군은 이미 전력을 상실하고 있었기 때문에 더 이상 미군에 대항할 수 없었다.
미국 측은 시마의 후퇴는 “장병의 생명을 보호하기 위해 어쩔 수 없었다”라는 식으로 평가했다